# Fußball-Europameisterschaft der Frauen 2025/Gruppe D
| Pl. | Land        | Sp. | S | U | N | Tore    | Diff. | Punkte |
| --- | ----------- | --- | - | - | - | ------- | ----- | ------ |
| 1.  | Frankreich  | 3   | 3 | 0 | 0 | 011:400 | +7    | 09     |
| 2.  | England     | 3   | 2 | 0 | 1 | 011:300 | +8    | 06     |
| 3.  | Niederlande | 3   | 1 | 0 | 2 | 005:900 | −4    | 03     |
| 4.  | Wales       | 3   | 0 | 0 | 3 | 002:130 | −11   | 0      |

Dieser Artikel umfasst die Spiele der Vorrundengruppe D der Fußball-Europameisterschaft der Frauen 2025 in der Schweiz mit allen statistischen Details.

## Wales – Niederlande 0:3 (0:1)
| Wales                                                        | Wales | Niederlande | Niederlande | Aufstellung                         |
| ------------------------------------------------------------ | --- | --- | ----------- | ----------------------------------- |
| Wales                                                        | \| 1. Spieltag \| \| 5. Juli 2025 um 18:00 Uhr in Luzern (Allmend Stadion Luzern) \| \| Zuschauer: 14.147 \| \| Schiedsrichterin: Frida Klarlund ( Dänemark) (1) \| \| Spielbericht \| | \| 1. Spieltag \| \| 5. Juli 2025 um 18:00 Uhr in Luzern (Allmend Stadion Luzern) \| \| Zuschauer: 14.147 \| \| Schiedsrichterin: Frida Klarlund ( Dänemark) (1) \| \| Spielbericht \| | Niederlande | Aufstellung Wales gegen Niederlande |
| Wales                                                        | Olivia Clark – Josie Green (64. Kayleigh Barton), Rhiannon Roberts, Gemma Evans, Lily Woodham – Angharad James , Jessica Fishlock (64. Rachel Rowe), Hayley Ladd – Ceri Holland (79. Carrie Jones), Hannah Cain (64. Ffion Morgan), Esther Morgan (46. Ella Powell) Cheftrainerin: Rhian Wilkinson ( Kanada) | Daphne van Domselaar – Kerstin Casparij (64. Lynn Wilms), Dominique Janssen, Veerle Buurman (81. Caitlin Dijkstra), Esmee Brugts (71. Sherida Spitse) – Jackie Groenen, Daniëlle van de Donk (64. Chasity Grant), Wieke Kaptein – Victoria Pelova, Vivianne Miedema (71. Lineth Beerensteyn), Jill Roord Cheftrainer: Andries Jonker | Niederlande | Aufstellung Wales gegen Niederlande |
| Wales                                                        | 0:1 Miedema (45.+3') 0:2 Pelova (48.) 0:3 Brugts (57.) | | Niederlande | Aufstellung Wales gegen Niederlande |
| Wales                                                        | Woodham (24.) | | Niederlande | Aufstellung Wales gegen Niederlande |
| Wales                                                        | 100. Länderspieltor von Vivianne Miedema | | Niederlande | Aufstellung Wales gegen Niederlande |
| Wales                                                        | Spielerin des Spiels: Vivianne Miedema (Niederlande) | | Niederlande | Aufstellung Wales gegen Niederlande |
| 1. Spieltag                                                  | | |             |                                     |
| 5. Juli 2025 um 18:00 Uhr in Luzern (Allmend Stadion Luzern) | | |             |                                     |
| Zuschauer: 14.147                                            | | |             |                                     |
| Schiedsrichterin: Frida Klarlund ( Dänemark) (1)             | | |             |                                     |
| Spielbericht                                                 | | |             |                                     |

## Frankreich – England 2:1 (2:0)
| Frankreich                                               | Frankreich | England | England | Aufstellung                          |
| -------------------------------------------------------- | --- | --- | ------- | ------------------------------------ |
| Frankreich                                               | \| 1. Spieltag \| \| 5. Juli 2025 um 21:00 Uhr in Zürich (Stadion Letzigrund) \| \| Zuschauer: 22.542 \| \| Schiedsrichterin: Tess Olofsson ( Schweden) (2) \| \| Spielbericht \| | \| 1. Spieltag \| \| 5. Juli 2025 um 21:00 Uhr in Zürich (Stadion Letzigrund) \| \| Zuschauer: 22.542 \| \| Schiedsrichterin: Tess Olofsson ( Schweden) (2) \| \| Spielbericht \| | England | Aufstellung Frankreich gegen England |
| Frankreich                                               | Pauline Peyraud-Magnin – Élisa De Almeida (80. Melween N’Dongala), Maëlle Lakrar, Alice Sombath, Selma Bacha – Sakina Karchaoui (80. Sandie Toletti), Oriane Jean-François, Onema Grace Geyoro – Delphine Cascarino (62. Kadidiatou Diani), Marie-Antoinette Katoto (62. Clara Matéo), Sandy Baltimore (62. Melvine Malard) Cheftrainer: Laurent Bonadei | Hannah Hampton – Lucy Bronze, Leah Williamson , Alex Greenwood (86. Michelle Agyemang), Jessica Carter (60. Niamh Charles) – Lauren James (60. Ella Toone), Keira Walsh, Georgia Stanway (77. Grace Clinton) – Beth Mead (60. Chloe Kelly), Alessia Russo, Lauren Hemp Cheftrainerin: Sarina Wiegman ( Niederlande) | England | Aufstellung Frankreich gegen England |
| Frankreich                                               | 1:0 Katoto (36.) 2:0 Baltimore (39.) | 2:1 Walsh (87.) | England | Aufstellung Frankreich gegen England |
| Frankreich                                               | Peyraud-Magnin (90.+1') | Toone (75.) | England | Aufstellung Frankreich gegen England |
| Frankreich                                               | 100. Länderspiel von Onema Grace Geyoro | 100. Länderspiel von Alex Greenwood | England | Aufstellung Frankreich gegen England |
| Frankreich                                               | Spielerin des Spiels: Delphine Cascarino (Frankreich) | | England | Aufstellung Frankreich gegen England |
| 1. Spieltag                                              | | |         |                                      |
| 5. Juli 2025 um 21:00 Uhr in Zürich (Stadion Letzigrund) | | |         |                                      |
| Zuschauer: 22.542                                        | | |         |                                      |
| Schiedsrichterin: Tess Olofsson ( Schweden) (2)          | | |         |                                      |
| Spielbericht                                             | | |         |                                      |

## England – Niederlande 4:0 (2:0)
| England                                                  | England | Niederlande | Niederlande | Aufstellung                           |
| -------------------------------------------------------- | --- | --- | ----------- | ------------------------------------- |
| England                                                  | \| 2. Spieltag \| \| 9. Juli 2025 um 18:00 Uhr in Zürich (Stadion Letzigrund) \| \| Zuschauer: 22.600 \| \| Schiedsrichterin: Edina Alves Batista ( Brasilien) (3) \| \| Spielbericht \| | \| 2. Spieltag \| \| 9. Juli 2025 um 18:00 Uhr in Zürich (Stadion Letzigrund) \| \| Zuschauer: 22.600 \| \| Schiedsrichterin: Edina Alves Batista ( Brasilien) (3) \| \| Spielbericht \| | Niederlande | Aufstellung England gegen Niederlande |
| England                                                  | Hannah Hampton – Lucy Bronze (84. Niamh Charles), Leah Williamson , Alex Greenwood, Jessica Carter – Ella Toone (76. Grace Clinton), Keira Walsh, Georgia Stanway – Lauren James (69. Chloe Kelly), Alessia Russo (84. Aggie Beever-Jones), Lauren Hemp (76. Beth Mead) Cheftrainerin: Sarina Wiegman ( Niederlande) | Daphne van Domselaar – Kerstin Casparij, Dominique Janssen, Veerle Buurman (46. Sherida Spitse), Esmee Brugts (46. Caitlin Dijkstra) – Wieke Kaptein, Jackie Groenen (85. Damaris Egurrola), Victoria Pelova – Chasity Grant, Vivianne Miedema (66. Daniëlle van de Donk), Jill Roord (46. Lineth Beerensteyn) Cheftrainer: Andries Jonker | Niederlande | Aufstellung England gegen Niederlande |
| England                                                  | 1:0 James (22.) 2:0 Stanway (45.+2') 3:0 James (60.) 4:0 Toone (67.) | | Niederlande | Aufstellung England gegen Niederlande |
| England                                                  | Dijkstra (69.) | | Niederlande | Aufstellung England gegen Niederlande |
| England                                                  | Spielerin des Spiels: Alessia Russo (England) | | Niederlande | Aufstellung England gegen Niederlande |
| 2. Spieltag                                              | | |             |                                       |
| 9. Juli 2025 um 18:00 Uhr in Zürich (Stadion Letzigrund) | | |             |                                       |
| Zuschauer: 22.600                                        | | |             |                                       |
| Schiedsrichterin: Edina Alves Batista ( Brasilien) (3)   | | |             |                                       |
| Spielbericht                                             | | |             |                                       |

## Frankreich – Wales 4:1 (2:1)
| Frankreich                                                 | Frankreich | Wales | Wales | Aufstellung                        |
| ---------------------------------------------------------- | --- | --- | ----- | ---------------------------------- |
| Frankreich                                                 | \| 2. Spieltag \| \| 9. Juli 2025 um 21:00 Uhr in St. Gallen (Arena St. Gallen) \| \| Zuschauer: 15.886 \| \| Schiedsrichterin: Désirée Grundbacher ( Schweiz) (4) \| \| Spielbericht \| | \| 2. Spieltag \| \| 9. Juli 2025 um 21:00 Uhr in St. Gallen (Arena St. Gallen) \| \| Zuschauer: 15.886 \| \| Schiedsrichterin: Désirée Grundbacher ( Schweiz) (4) \| \| Spielbericht \| | Wales | Aufstellung Frankreich gegen Wales |
| Frankreich                                                 | Pauline Peyraud-Magnin – Melween N’Dongala, Thiniba Samoura, Alice Sombath, Selma Bacha (66. Lou Bogaert) – Amel Majri, Sandie Toletti (78. Sakina Karchaoui), Onema Grace Geyoro (75. Sandy Baltimore) – Kadidiatou Diani, Clara Matéo (75. Marie-Antoinette Katoto), Melvine Malard (66. Kelly Gago) Cheftrainer: Laurent Bonadei | Safia Middleton-Patel – Esther Morgan, Josie Green, Gemma Evans, Lily Woodham (65. Rhiannon Roberts) – Kayleigh Barton (64. Hannah Cain), Angharad James , Rachel Rowe (78. Carrie Jones) – Ceri Holland, Jessica Fishlock (87. Sophie Ingle), Ffion Morgan (78. Lois Joel) Cheftrainerin: Rhian Wilkinson ( Kanada) | Wales | Aufstellung Frankreich gegen Wales |
| Frankreich                                                 | 1:0 Matéo (8.) 2:1 Diani (45+1'., Foulelfmeter) 3:1 Majri (53.) 4:1 Geyoro (63.) | 1:1 Fishlock (13.) | Wales | Aufstellung Frankreich gegen Wales |
| Frankreich                                                 | Bacha (42.), Gago (81.) | Fishlock (21.), Holland (79.) | Wales | Aufstellung Frankreich gegen Wales |
| Frankreich                                                 | Spielerin des Spiels: Amel Majri (Frankreich) | | Wales | Aufstellung Frankreich gegen Wales |
| 2. Spieltag                                                | | |       |                                    |
| 9. Juli 2025 um 21:00 Uhr in St. Gallen (Arena St. Gallen) | | |       |                                    |
| Zuschauer: 15.886                                          | | |       |                                    |
| Schiedsrichterin: Désirée Grundbacher ( Schweiz) (4)       | | |       |                                    |
| Spielbericht                                               | | |       |                                    |

## Niederlande – Frankreich 2:5 (2:1)
| Niederlande                                          | Niederlande | Frankreich | Frankreich | Aufstellung                              |
| ---------------------------------------------------- | --- | --- | ---------- | ---------------------------------------- |
| Niederlande                                          | \| 3. Spieltag \| \| 13. Juli 2025 um 21:00 Uhr in Basel (St. Jakob-Park) \| \| Zuschauer: 34.133 \| \| Schiedsrichterin: Ivana Martinčić ( Kroatien) (5) \| \| Spielbericht \| | \| 3. Spieltag \| \| 13. Juli 2025 um 21:00 Uhr in Basel (St. Jakob-Park) \| \| Zuschauer: 34.133 \| \| Schiedsrichterin: Ivana Martinčić ( Kroatien) (5) \| \| Spielbericht \| | Frankreich | Aufstellung Niederlande gegen Frankreich |
| Niederlande                                          | Daphne van Domselaar – Lynn Wilms, Sherida Spitse (84. Caitlin Dijkstra), Dominique Janssen, Kerstin Casparij – Daniëlle van de Donk (84. Damaris Egurrola), Jill Roord (68. Wieke Kaptein), Jackie Groenen, Victoria Pelova (90. Renate Jansen) – Chasity Grant (68. Esmee Brugts), Lineth Beerensteyn Cheftrainer: Andries Jonker | Pauline Peyraud-Magnin – Élisa De Almeida, Thiniba Samoura, Alice Sombath (79. Melween N’Dongala), Selma Bacha (71. Lou Bogaert) – Oriane Jean-François, Sandie Toletti (59. Onema Grace Geyoro), Sakina Karchaoui – Delphine Cascarino (71. Kadidiatou Diani), Marie-Antoinette Katoto (71. Clara Matéo), Sandy Baltimore Cheftrainer: Laurent Bonadei | Frankreich | Aufstellung Niederlande gegen Frankreich |
| Niederlande                                          | 1:1 Pelova (26.) 2:1 Bacha (41., Eigentor) | 0:1 Toletti (22.) 2:2 Katoto (61.) 2:3 Cascarino (64.) 2:4 Cascarino (67.) 2:5 Karchaoui (90.+2', Foulelfmeter) | Frankreich | Aufstellung Niederlande gegen Frankreich |
| Niederlande                                          | Pelova (35.), Groenen (45.+2') | | Frankreich | Aufstellung Niederlande gegen Frankreich |
| Niederlande                                          | Spielerin des Spiels: Delphine Cascarino (Frankreich) | | Frankreich | Aufstellung Niederlande gegen Frankreich |
| 3. Spieltag                                          | | |            |                                          |
| 13. Juli 2025 um 21:00 Uhr in Basel (St. Jakob-Park) | | |            |                                          |
| Zuschauer: 34.133                                    | | |            |                                          |
| Schiedsrichterin: Ivana Martinčić ( Kroatien) (5)    | | |            |                                          |
| Spielbericht                                         | | |            |                                          |

## England – Wales 6:1 (4:0)
| England                                                     | England | Wales | Wales | Aufstellung                     |
| ----------------------------------------------------------- | --- | --- | ----- | ------------------------------- |
| England                                                     | \| 3. Spieltag \| \| 13. Juli 2025 um 21:00 Uhr in St. Gallen (Arena St. Gallen) \| \| Zuschauer: 15.953 \| \| Schiedsrichterin: Frida Klarlund ( Dänemark) (6) \| \| Spielbericht \| | \| 3. Spieltag \| \| 13. Juli 2025 um 21:00 Uhr in St. Gallen (Arena St. Gallen) \| \| Zuschauer: 15.953 \| \| Schiedsrichterin: Frida Klarlund ( Dänemark) (6) \| \| Spielbericht \| | Wales | Aufstellung England gegen Wales |
| England                                                     | Hannah Hampton – Lucy Bronze (79. Niamh Charles), Leah Williamson , Jessica Carter, Alex Greenwood – Georgia Stanway, Keira Walsh, Ella Toone (46. Jessica Park) – Lauren James (57. Chloe Kelly), Alessia Russo (57. Aggie Beever-Jones), Lauren Hemp (46. Beth Mead) Cheftrainerin: Sarina Wiegman ( Niederlande) | Olivia Clark – Esther Morgan, Rhiannon Roberts, Gemma Evans, Lily Woodham (46. Josie Green) – Jessica Fishlock, Angharad James-Turner – Ceri Holland (65. Hannah Cain), Carrie Jones (84. Kayleigh Barton), Rachel Rowe (65. Hayley Ladd) – Ffion Morgan (79. Elise Hughes) Cheftrainerin: Rhian Wilkinson ( Kanada) | Wales | Aufstellung England gegen Wales |
| England                                                     | 1:0 Stanway (13., Foulelfmeter) 2:0 Toone (21.) 3:0 Hemp (30.) 4:0 Russo (44.) 5:0 Mead (72.) 6:1 Beever-Jones (89.) | 5:1 Cain (76.) | Wales | Aufstellung England gegen Wales |
| England                                                     | Diego Restrepo (16., Torwarttrainer) | | Wales | Aufstellung England gegen Wales |
| England                                                     | Spielerin des Spiels: Keira Walsh (England) | | Wales | Aufstellung England gegen Wales |
| 3. Spieltag                                                 | | |       |                                 |
| 13. Juli 2025 um 21:00 Uhr in St. Gallen (Arena St. Gallen) | | |       |                                 |
| Zuschauer: 15.953                                           | | |       |                                 |
| Schiedsrichterin: Frida Klarlund ( Dänemark) (6)            | | |       |                                 |
| Spielbericht                                                | | |       |                                 |